# Хасан Ребац
Хасан Ребац (Мостар, 1890 — Београд, 4. август 1953), био је српски филозоф, политичар и национални радник.

## Биографија
Рођен је у Мостару у имућној муслиманској породици 1890. године. Породица је изгледа раније носила име Вребац (врабац), које је промењено у Ребац. Основну школу и гимназију завршио је у родном Мостару. Студије је започео на Филозофском факултету у Београду, па након прекида у Бечу, Берлину и Паризу, где је после Првог светског рата завршио оријенталне студије. Ребац је студирао оријенталистику као стипендиста Министaрства иностраних дела Краљевине Србије.
Дошао је 1911. године из Херцеговине у Београд. Борио се као комита у време балканских ратова 1912-1913. године. Октобра 1914. године постављен је као "апсолвирани филозоф", за предметног наставника гимназије у Охриду. Затим је као добровољац био у четничком одреду "Војводе Дулета" (капетана Душана Димитријевића), током борби на Дрини. Пребегао је као Младобосанац противник Аустроугарсог режима, у Србију након Сарајевског атентата 1914. године. и добровољац у српској војсци током Првог светског рата и стекао заслуге. Прешао је са српском војском Албанију током њеног драматичног повлачења.
У новој југословенској држави Хасан М. Ребац је најпре био инспектор Министарства вера (1921—1922). Присталица је радикала и Николе Пашића. Затим је у истом министарству начелник одељења. Потом је радио као начелник муслиманског одељења Министарства правде Краљевине СХС (1924—1929), до пензионисања. Октобра 1930. године премештен је у Скопље, за директора Вакуфске дирекције (то и 1933). Сматра се да је био "склоњен" са положаја у Београду, услед промене околности у политичком врху земље. Ту је 1934. године био управник медресе, а његова супруга Аница предавач на Универзитету. Године 1929—1931. он је начелник Министарства правде у Београду. Истовремено је у више мандата ангажовани одборник Београдске општине. Начелник је Министарства просвете 1936. године.
Истакнути је представник Срба муслимана. Објавио је више радова на тему етничке припадности муслимана у Босни и Херцеговини. Његово дело, састављено од есеја и публицистичких написа је књига Срби исламске вере (2015). Био је истовремено велики противник муслиманске странке Југословенске муслиманске организације, под вођством Мехмеда Спахе. У јануару 1940. било му је суђено за увреду реис-ул-улеме Фехима Спахе и скопског Улема Меџлиса али је ослобођен. Ребац је био слободни зидар у међуратном периоду.
Био је члан управа више српских и југословенских националних удружења, попут: Главни одбор Црвеног крста, Централни одбор Народне одбране (1927), Главни одбор Удружења српских четника од 1924. године, члан књижевног одбора Матице српске од 1930. године, члан управе, оснивач и потпредседник друштва (1927) "Београдски Гајрет", члан Друштва Св. Саве од 1928. године, Главни одбор "Јадранске страже" од 1923. године.
Након Другог светског рата 1945. године укључује се у Народни фронт. Биран је за савезног посланика на првим изборима, као кандидат из Херцеговине. Ушао је као члан - вијећник (за Мостар) у састав ЗАВНОБИХ.
Његова супруга је била од 1921. године Аница Савић Ребац професор универзитета. Због тог мешовитог брака проистеклог из велике љубави, трпели су неразумевање и одбацивање од сународника. После дужег боловања умро је 1953. године у Београду. Исте године када је умро њен вољени муж Хасан, Аница је извршила самоубиство у Београду.